# Jeffrey Ullman
Jeffrey D. Ullman (ur. 22 listopada 1942) – informatyk, autor klasycznych opracowań dotyczących konstrukcji kompilatorów, struktur danych, baz danych i teorii obliczeń.

## Życiorys
Ullman uzyskał bakalaureat z matematyki stosowanej na Uniwersytecie Columbii w Nowym Jorku, a następnie doktorat z elektrotechniki na Uniwersytecie w Princeton w roku 1966. Przez kilkanaście lat pracował dla Bell Labs. W latach 1969–1979 był również wykładowcą w Princeton, a od roku 1979 na Uniwersytecie Stanforda. Obecnie ma tytuł professor emeritus tego uniwersytetu. Od roku 1995 jest członkiem ACM. W roku 2000 został wyróżniony Nagrodą Knutha. W 2022 został nagrodzony Nagrodą Turinga.